# Saint-Martin-des-Puits
Saint-Martin-des-Puits település Franciaországban, Aude megyében. Lakosainak száma 30 fő (2022. január 1.). Saint-Martin-des-Puits Caunettes-en-Val, Mayronnes, Saint-Pierre-des-Champs, Termes és Vignevieille községekkel határos.

## Népesség
A település népessége az elmúlt években az alábbi módon változott:
| Lakosok száma | 147  | 10   | 21   | 18   | 25   | 27   | 28   | 27   | 28   | 30   |
|               | 1968 | 1982 | 1990 | 2006 | 2013 | 2015 | 2017 | 2019 | 2020 | 2022 |